# Leposava Marinković
Leposava Marinković (Niš, 1887 — Beograd, 1972) bila je profesorka i feministkinja.

## Biografija
Rođena je u Nišu 1887. godine , a umrla u Beogradu juna 1972. godine. Obrazovana je na Sorboni, a radila je u privatnoj ženskoj gimnaziji kao profesorka francuskog, latinskog i nemačkog jezika. Pored rada u prosveti, bavila se prevodilaštvom, publicistikom i esejistikom. Bila je deklarisana feministkinja. Rođena je u učiteljskoj porodici što je olakšalo da krene za višim i visokim obrazovanjem.

### Školovanje
U Nišu je završila osnovnu skolu, a 1905. godine i gimnaziju. Školovanje nastavlja u Beogradu gde upisuje studije francuskog jezika. Željna obrazovanja i ambiciozna, studije nastavlja na Sorboni, gde 1912. završava posdiplomske studije. Pre zavrsetka studija vratila se u rodni grad i 1910. godine postala profesorka u privatnoj ženskoj gimnaziji. Kao profesorka jezika tamo je radila do 1919. godine, a iste godine postala profesorka u Drugoj Ženskoj gimnaziji u Beogradu.

### Život i delo
Svesna značaja borbe za poboljšanje mogućnosti žena i borbe za sticanje uskraćenih prava, aktivno se uključila u ženski pokret. Godine 1912. na proslavi Svetog Save u Ženskoj gimnaziji držala je predavanje o feminizmu. Pred brojnim gostima, roditeljima učenica, gradjanima Niša i javnim ličnostima ona je govorila o značaju ženskih prava. Iste godine, na zahtev roditelja, zvaničnici škole podnose zahtev da Ženska gimnazija postane sedmorazredna i taj zahtev biva odobren. Prepoznavanje značaja obrazovanja ženske dece je svakako bio korak u dobrom pravcu.
Pored obrazovanja i naučnog rada, Leposava Marinković se bavila humanitarnim radom i bila je članica, a u određenom periodu i potpredsednica humanitarnog udruženja Srpska majka. Brojni radovi ove feministikinje i edukatorke pisani na srpskom i francuskom jeziku nalaze se u arhivama Srbije.

## Literatura
- Ženska istorija Niša.  9788688475037.